# 東主税町
東主税町（ひがしちからまち）は、愛知県名古屋市東区の地名。

## 歴史

### 町名の由来
主税筋の東側を東主税筋と称していたことによる。

### 沿革
- 明治初年 - 東主税筋において、愛知郡東千柄町が成立する[2]。
- 1878年（明治11年）
  - 12月20日 - 名古屋区成立に伴い、同区東千柄町となる[3]。
  - 12月28日 - 東千柄町を改称し、東主税町となる[3]。
- 1889年（明治22年）10月1日 - 市制施行により、名古屋市東主税町となる[3]。
- 1908年（明治41年）4月1日 - 東区成立に伴い、同区東主税町となる[3]。
- 1981年（昭和56年）9月13日 - 東区徳川一丁目および筒井一丁目にそれぞれ編入され消滅[3]。